# باربارا میتکالف
باربارا دلی میتکالف (به انگلیسی: Barbara Daly Metcalf) (متولد ۱۳ سپتامبر ۱۹۴۱) استاد بازنشسته تاریخ دانشگاه کالفرنیا، دیویس است. او متخصص تاریخ آسیای جنوبی، به ویژه در دوران استعمار و تاریخ جمعیت مسلمان هند و پاکستان است. او رئیس انجمن مطالعات آسیایی در ۱۹۹۴ و رئیس انجمن تاریخی آمریکایی در سال ۲۰۱۰–۲۰۱۱ است.

## آثار
- Islamic Revival in British India: Deoband, 1860–1900, 1982 شابک ‎۹۷۸−۰−۶۹۱−۶۱۴۱۳−۷ (2nd edition 2002)
- Perfecting Women: Maulana Ashraf 'Ali Thanawi's Bihishti Zewar (translation, annotation, and introduction), 1992 شابک ‎۹۷۸−۰−۵۲۰−۰۸۰۹۳−۵
- Making Muslim Space in North America and Europe, 1996 شابک ‎۹۷۸−۰−۵۲۰−۲۰۴۰۴−۱
- A Concise History of India (with Thomas R. Metcalf), 2002 شابک ‎۹۷۸−۰−۵۲۱−۶۳۹۷۴−۳
- Islamic Contestations: Essays on Muslims in India and Pakistan, 2004 شابک ‎۹۷۸−۰−۱۹−۵۶۶۶۶۶−۳
- Husain Ahmad Madani: The Jihad for Islam and India's Freedom شابک ‎۹۷۸−۱−۷۸−۰۷۴۲۱۰−۶
- Essay, "'Traditionalist' Islamic Activism: Deoband, Tablighis, and Talibs," ca. 2001